# Dugopolje
Dugopolje je vesnice a opčina v Splitsko-dalmatské župě (jižní Chorvatsko). Žije zde 3120 obyvatel a leží zhruba 10 km od Splitu.

## Sídla
Kromě vlastní vesnice zahrnuje sídla Koprivno, Kotlenice a Liska.

## Obyvatelstvo
Většina obyvatel se živí zemědělstvím a vinařstvím.

## Zajímavosti
V blízkosti opčiny se nachází i několik zajímavých[zdroj?] míst - například krápníkové jeskyně. Probíhá zde i každoroční rytířský turnaj Alka a automobilová rallye v průmyslové zóně. V současnosti jsou pozemky v okolí Dugopolje velmi žádané[zdroj?] kvůli velkému rozvoji zdejší průmyslové zóny a rovněž z důvodu blízkosti dálnice A1.